# Steve Argüelles

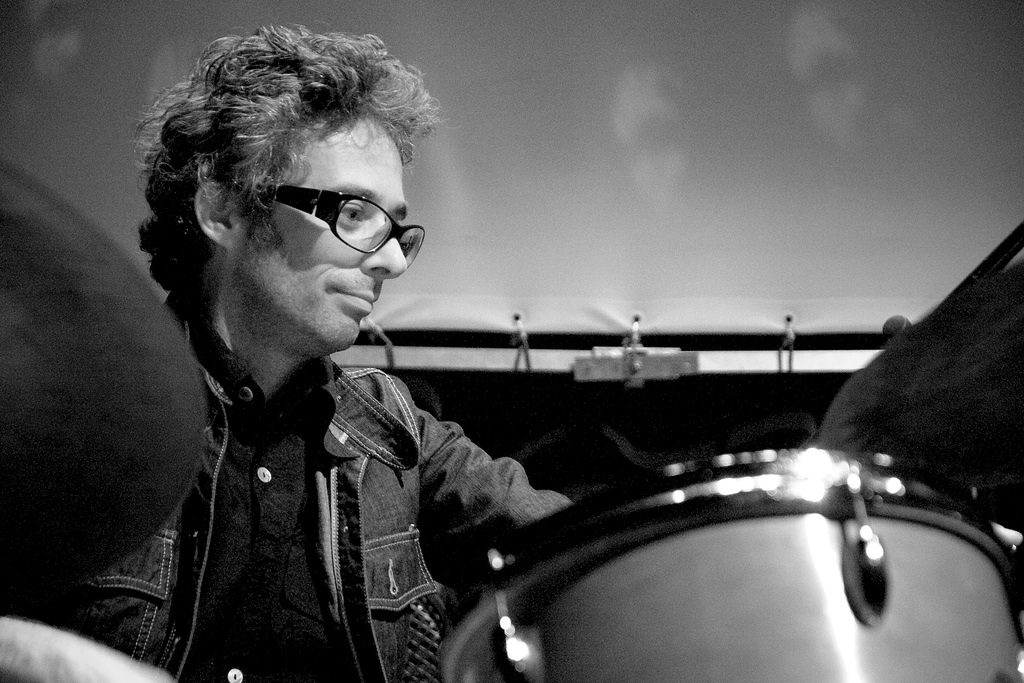
Steve Argüelles (2007)

Steve Argüelles Clarke (* 16. November 1963 in Crowborough, Sussex) ist ein britischer Jazzschlagzeuger.

## Leben und Wirken
Argüelles, der in Birmingham aufwuchs, spielte zunächst im Midland Youth Jazz Orchestra. Nach dem Ende der Schule zog er nach London, wo er zum National Youth Jazz Orchestra gehörte und als Musiker für den Film und verschiedene Theater arbeitete. 1983 war er Gründungsmitglied von Loose Tubes. Dann spielte er mit eigenen Formationen, mit seinem Bruder Julian Argüelles in der Gruppe Argüelles und mit Iain Ballamy und Django Bates in der Gruppe Human Chain. Auch trat er mit Chris McGregor, Dudu Pukwana und Robert Dick auf.
Argüelles hat mit der Schweizer Sängerin Corin Curschellas, mit John Wolf Brennan und Christy Doran zusammengearbeitet; außerdem spielt er im Trio The Recyclers mit Benoît Delbecq und Noël Akchoté. Argüelles wirkte als Gast bei Gilad Atzmons Formation Tango Siempre bei der Aufnahme des Albums Tangents mit und war an Ig Hennemans Einspielung von Indigo beteiligt. Argüelles spielte Schlagzeug bei Aufnahmen von Dieter Ilg, Tony Coe & Bob Brookmeyer (Captain Coe’s Famous Racearound, 1995), dem A.D.D. Trio, dem Creative Works Orchestra, den Bands von Nguyên Lê und Robert Dick und der Thierry Peala Group.
Argüelles betrieb in den 1990er Jahren das Label AhUm; aktuell betreibt er das Elektronik-Musiklabel Plush.

## Auswahldiskographie
- 1990: Steve Argüelles
- 1993: Creative Works Orchestra: Willisau Live & More mit John Wolf Brennan, Lindsay Cooper, Daniele Patumi e.a.
- 1998: Ig Henneman Tentet Indigo mit u. a. Ab Baars, Tristan Honsinger, Theo Jörgensmann, Lori Freedman, Wilbert de Joode
- 1998: Circuit
- 1999: Blue Moon in a Function Room (Babel) mit Billy Jenkins, Steve Watts
- 1999: Julian Argüelles, Stuart Hall, Mick Hutton Busy Listening (Babel)
- 2004: Ambitronix We da man! mit Benoît Delbecq
- 2005: I.N.I.T.I.A.L.S. mit John Wolf Brennan, Christy Doran und Urs Leimgruber
- 2012: The Recyclers: Rectangle mit Noël Akchoté, Benoît Delbecq